# تامی جو رتلیف
توماس جوزف رتلیف(به انگلیسی: Thomas Joseph Ratliff) (زادهٔ ۱۸ اکتبر ۱۹۸۱ در کالیفرنیا)گیتاریست و بیسیست معروف آمریکایی است. وی با نوازندگی در آلبوم‌های  "for your entertainment" و "Trespassing" پا به دنیا شهرت گذاشت.

## اوایل زندگی
رتلیف در ۱۸ اکتبر سال۱۹۸۱در بوربنک کالیفرنیا به آمد و در همان‌جا بزرگ شد. نام والدین او دیانا ماری و رونی رتلیف است و یک خواهر کوچکتر به نام لیزا دارد که همکنون ازدواج کرده و صاحب دختری به نامbridgetاست. او در سال ۲۰۰۰ از یکی از کالج‌های بوربنک فارغ‌التحصیل شد. او می‌خواست یک گیتاریست بشودو در سن ۱۲ سالگی اولین گیتار خود را با قیمت ۲۰دلار از دوست عمویش جو خرید و شروع به یادگیر کرد. او تقریباً تمام نوازندگی گیتار را بدون استاد یادگرفت و در سن ۱۴سالگی شروع به نوازندگی در چند باند کرد.

## حرفه موسیقی
رتلیف تا سال۲۰۰۸ در چند باند به طور غیررسمی کار کرد. سبک نوازندگی او به سبکی که باند می‌خواست بستگی داشت اما اکثراً در سبک هوی متال کار می‌کرد.

## ورود به باند آدام لمبرت
او مسابقات امرین ایدل را تماشا نمی‌کرد ولی عموزاده خود به او اجرای آهنگ معروفring of fire در یوتیوب نشان داد و به او پیشنهاد کرد که برای گیتار زدن در باند آدام لمبرت تست بدهد. وقتی برای تست دادن رفته بود موقعیت او توسط مونته پیتمن (گیتاریست خواننده زن مشهور آمریکایی مدونا که برای آلبوم آدام لمبرت با او همکاری داشته) پر شده بود ولی در شب تولدش با او تماس می‌گیرند و به او می‌گویند که می‌تواند بیس زدن را یاد بگیرد و به عنوان بیسیست از او رونمایی کنند و بدین ترتیب وی مهمانی شب تولدش را از دست می‌دهد و شروع به یادگیری بیس زدن می‌کند.

## آلبوم «برای سرگرمی تو»
رتلیف به عنوان بیسیست در این آلبوم نوازندگی کرد. در نوامبر سال ۲۰۰۹، لمبرت اولین آلبوم استودیویی خود با نام برای سرگرمی تو (For Your Entertainment) را منتشر کرد. این آلبوم از نظر فروش به سومین آلبوم ماه در دسامبر ۲۰۰۹ رسید. این آلبوم در هفته اول ۱۹۸۰۰۰ نسخه فروش کرد. آلبوم برای سرگرمی تو شامل ۱۴ آهنگ می‌باشد که از مهم‌ترین آنها می‌توان به Whataya want from me, For your entertainment, Time for miracles و If I Had You اشاره کرد. هر چهار ترانه موزیک ویدیو نیز دارند. او بعد از تور گلم نیشن لایو (تور جهانی آلبوم برای سرگرمی تو) شهرت بسیاری پیدا کرد و در شبکه‌های اجتماعی دنبال کنندگان او از مرزهزار نفر گذشت. همچنین آهنگ «از من چه می‌خواهی» نامزد جایزه معتبر جهانی گرمی شد اما موفق به دریافت این جایزه نشد.

## آلبوم «Trespassing»
دومین آلبوم که او نوازندگی گیتار الکتریکش را بر عهده داشت به نام ترسپسینگ در سال ۲۰۱۲ انتشار یافت. این آلبوم یکی از پرفروش‌ترین و بهترین البوم‌های سال ۲۰۱۲و۲۰۱۳شد. در هفته اول با فروش ۷۸٬۰۰۰ نسخه از این آلبوم در بیلبورد نامبر وان شد. این آلبوم در بسیاری از کشورهای جهان از جمله آمریکا و کانادا اول شد. بهترین آهنگ این آلبوم Never Close Our Eyes بود که جز بهترین اهنگهای سال هم شد.

## زندگی شخصی
برای اولین بار در برنامه امریکن موزیک آدام لمبرت و او همدیگر را بوسیدند که این اتفاق باعث شوکه شدن تماشاچیان شد و او در این مورد ، این طور توضیح داد : این اتفاق به هیچ وجه برنامه ریزی شده نبود ولی در برنامه آدام تصمیم گرفت که در حضور مردم این کار را بکند و من هم مخالفتی نشان ندادم . 

## آلبوم‌های رسمی
- ۲۰۱۵: The Original High
- ۲۰۱۴: Future Souls(همکاری با گروهUh Huh Her)
- ۲۰۱۲: Trespassing
- ۲۰۰۹: For Your Entertainment

## آهنگ‌های معروف
- For Your Entertainment
- Whatya Want From Me
- If I Had You
- Better Than I Know Myself
- Never Close Our Eyes

## موزیک ویدیوهایی که در آن حضور داشته
- For Your Entertainment
- Whatya Want From Me
- If I Had You
- killer